# Marriott Pinnacle Hotel
Le Marriott Pinnacle Hotel est un gratte-ciel de 109 mètres de hauteur construit à Vancouver au Canada en 2000. Il abrite sur 35 étages 434 logements ou chambre d'hôtels de la chaine Marriott. L'hôtel s'étend sur 25 étages et les logements sur 10 autres étages.
Avec l'antenne la hauteur maximale de l'immeuble est de 117 mètres.
Le promoteur ('developper') est la société Pinnacle International
L'architecte est l'agence Hancock Brückner Eng + Wright
La construction du bâtiment a coûté 100 millions de $.